# Eike Nagel
Eike Caspar Cornelius Nagel (* 1967 in Köln) ist ein deutscher Kardiologe, Professor und Direktor des Instituts für Experimentelle und Translationale Kardiovaskuläre Bildgebung am Universitätsklinikum Frankfurt am Main.

## Leben
Nagel studierte von 1986 bis 1992 Humanmedizin an der Universität zu Köln und promovierte 1994 bei Udo Sechtem über die Magnetresonanztomographie. Seine weitere Ausbildung zum Internisten und Kardiologen erfolgte an der Christian-Albrechts-Universität zu Kiel (Simon), dem Universitätsspital Zürich (Otto M. Hess) sowie am Deutschen Herzzentrum Berlin (Eckart Fleck), wo er ebenfalls seine Habilitation und venia legendi erwarb. Von 2007 bis 2015 war er Professor und Leiter der Abteilung für klinische kardiovaskuläre Bildgebung am King’s College London. Seit 2015 ist er DZHK Professor und leitet das Institut für Experimentelle und Translationale Kardiovaskuläre Bildgebung am Universitätsklinikum Frankfurt am Main.
Er beschäftigt sich wissenschaftlich mit der Magnetresonanztomographie (MRT) des Herzens und etablierte Methoden, wie die Dobutamin-Stress-MRT oder Adenosin-Stress-MRT zur Beurteilung von Durchblutungsstörungen des Herzens. Mit 300 wissenschaftlichen Publikationen, 30 Buchkapiteln und 20.000 Zitationen ist Nagels Schwerpunkt die Erforschung und klinischen Nutzung der MRT des Herzens. In einer Arbeit, die 2019 im New England Journal of Medicine publiziert wurde, konnte Nagel mit einem internationalen Konsortium zeigen, dass Patienten mit stabilem Thoraxschmerz (Angina pectoris) genauso sicher mit nichtinvasiven Perfusionsmessungen mit MRT geführt werden können, wie mit der bisherigen invasiven Herzkatheteruntersuchung. Damit, meint Nagel, könnten viele Herzkatheteruntersuchungen zu Gunsten des MRTs eingespart und die Anzahl der Revaskularisationen reduziert werden. Medienecho (Altmetric Score > 13500) erzielte die in JAMA-Cardiology publizierte Arbeit über Herzbeteiligung bei Patienten nach überstandener COVID-19 Infektion. Dabei wurde gezeigt, dass in vielen Infizierten das Herz betroffen ist und insbesondere auch viele Menschen mit gutartigen Verläufen der Erkrankung (wenig Symptome, kein Krankenhausaufenthalt) eine leichte Herzmuskelentzündung oder Herzbeutelentzündung haben.
2016 erhielt er die Goldmedaille der Society for Cardiovascular Magnetic Resonance (SCMR) für seine Verdienste im Bereich der Wissenschaft und Etablierung der MRT für klinische Anwendungen.